# Belägringen av Riga (1709–1710)
Belägringen av Riga ägde rum mellan den 3 november 1709 och den 3 juli 1710 under stora nordiska kriget, då Riga, som hölls av svenska trupper under befäl av generalen Nils Stromberg, belägrades av en rysk armé. Efter det svenska nederlaget i slaget vid Poltava tog ryssarna kontroll över de svenska Östersjöprovinserna. Med Rigas fall hade Ryssland brutit den svenska dominansen i Baltikum. Belägringen skördade stora offer bland stadsbefolkningen, som dessutom decimerades pest och andra farsoter.